# Chems Dahmani
Chems Dahmani (ur. 16 czerwca 1986 w Paryżu) – francuski aktor pochodzenia algieryjskiego.

## Filmografia
- 2010: Pozdrowienia z Paryża jako Rashaad
- 2008: Duval i Moretti jako Yaziz
- 2008: Des Poupées et des anges jako Sophiane
- 2007: Dans les cordes jako Jamel
- 2007: Kanibale (Frontière(s)) jako Farid
- 2006: Madame le proviseur jako Habib Touati
- 2005: L'Évangile selon Aîmé jako Karim
- 2002: Brigade des mineurs jako Salem
- 2002: Jim, la nuit jako Habib
- 2002: La fourmi amoureuse
- 2001: Maman à 16 ans jako Paolo
- 2000: Le bahut